# Gymnodampia soonkii
Gymnodampia soonkii är en kvalsterart som först beskrevs av Choi och Aoki 1985.  Gymnodampia soonkii ingår i släktet Gymnodampia och familjen Platyameridae. Inga underarter finns listade i Catalogue of Life.